# Pembroke (Bermudes)
Pour les articles homonymes, voir Pembroke.
La paroisse de Pembroke est l'une des neuf paroisses des Bermudes.
Ville natale de l'acteur britannique Earl Cameron (1917-2020)

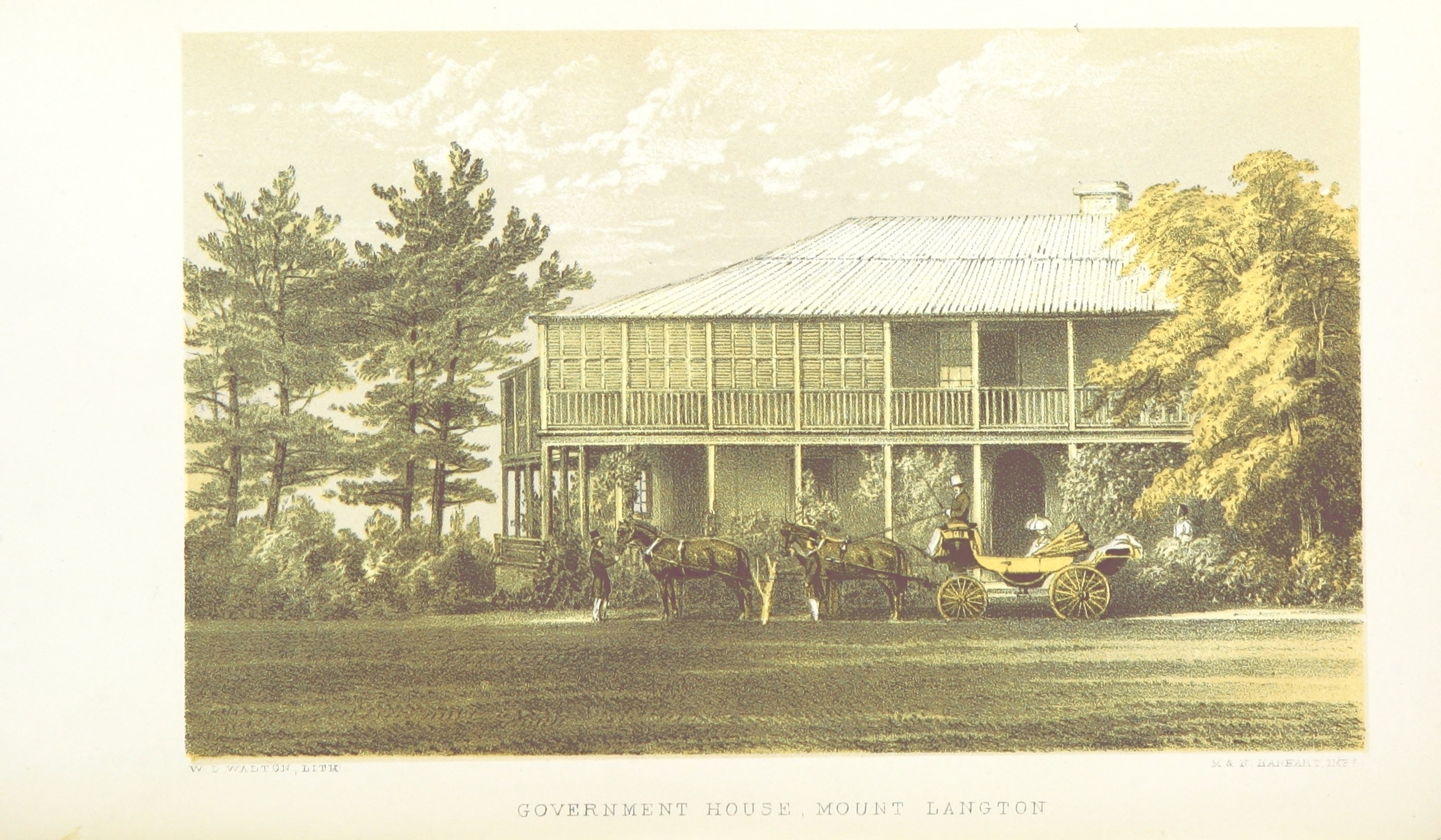
Mount Langton, la maison du gouvernement des Bermudes de 1814 (lorsqu'elle a déménagé de St. George's) à 1892, en 1857